# Adrián Richeze
Adrián Richeze (nascido em 29 de abril de 1989) é um ciclista argentino. Competiu nos Jogos Pan-Americanos de 2015. Também fez participação no Tour de Szeklerland 2014.